# Черазито ди Мецо (Изернија)
Черазито ди Мецо је насеље у Италији у округу Изернија, региону Молизе.
Према процени из 2011. у насељу је живело 78 становника. Насеље се налази на надморској висини од 765 м.